# Vessel
Vessel (2013) is het derde album van Twenty One Pilots. Het kwam uit op 8 januari in 2013 en het was het eerste album dat werd uitgebracht door platenlabel Fueled by Ramen.

## Tracklist
1. Ode To Sleep
2. Holding On To You
3. Migraine
4. House of Gold
5. Car Radio
6. Semi-Automatic
7. Screen
8. The Run And Go
9. Fake You Out
10. Guns For Hands
11. Trees
12. Truce

Op dit album waren ook nog de volgende bonustracks aanwezig:
Glowing Eyes, Kitchen Sink, Lovely en Forest.